# Фрэнки и Джонни (фильм, 1966)
«Фрэнки и Джонни» (англ. Frankie and Johnny) — музыкальный фильм 1966 года по одноимённой пьесе Джека Киркленда. Фильм снят на киностудии «United Artists». Премьера фильма состоялась 31 марта 1966 года.
Слоган фильма: «Elvis turns the Land of Blues Red Hot with 11 Great Songs! Hear them on RCA Records!»

## Сюжет
Джонни (Пресли) работает конферансье речного судна. Фрэнки (Донна Дуглас) — девушка Джонни. Пара работает на реке Миссисипи, живя мечтами о богатстве. Но однажды Джонни встречает цыганку, которая предсказывает ему встречу с рыжеволосой девушкой (Нэнси Ковак), которая сможет изменить его жизнь, принесёт ему удачу.

## В ролях
| Актёр           | Роль                        |
| --------------- | --------------------------- |
| Элвис Пресли    | Джонни                      |
| Донна Дуглас    | Фрэнки                      |
| Гарри Морган    | Кулли                       |
| Сью Эни Лэнгдон | Митзи                       |
| Нэнси Ковак     | Нелли Блай                  |
| Одри Кристи     | Пег                         |
| Роберт Штраусс  | Блэки                       |
| Энтони Айли     | Клинт Браден                |
| Джойс Джеймисон | Эбигейл                     |
| Эдди Куиллан    | кассир (в титрах не указан) |

## Награды и номинации
- Премия «Golden Laurel» (1966) Категория: мюзикл (4 место)

## Факты
- Донна Дуглас сыграла роль Эль Маи Клэмпетт на популярном телешоу 60-х годов — «Beverly Hillbillys».[2]
- Песня «Frankie and Johnny» относится к началу XIX века, когда это было известно как «Francoise и Jean.»[3]
- Съемки фильма начались 24 мая 1965 года, на киностудии Goldwyn. Фильм был полностью снят в Калвер-сити, Лос-Анджелес, штат Калифорния.[3]
- Премьера фильма состоялась Театре Гордона в Батон-Руже, штат Луизиана 31 марта 1966 года.[3]
- Режиссёр фильма — Фредерик Де Кордова работал на шоу The Tonight Show с участием Джонни Карсона.[2]

## Даты премьер
Даты приведены в соответствии с данными kinopoisk.ru.
- США — 31 марта 1966
- Германия — 28 апреля 1966
- Великобритания — 2 мая 1966
- Финляндия — 6 мая 1966
- Швеция — 6 июня 1966
- Дания — 15 июля 1966